# Michael Rieneck
Michael Rieneck (* 1966 in Kiel) ist ein deutscher Spieleautor.
Bisher erschienen von ihm die Spiele Asterix & Obelix, Druidenwalzer, Dracula und Petri Heil! in der Reihe „Spiele für Zwei“ sowie In 80 Tagen um die Welt. Zusammen mit Stefan Stadler ist er zudem Autor der Spiele Die Säulen der Erde und Die Tore der Welt nach den gleichnamigen Romanen von Ken Follett. Alle Spiele wurden von Kosmos herausgegeben. Im Herbst 2007 erschienen Cuba bei eggertspiele und „Palastgeflüster“ bei Adlung-Spiele. Die Säulen der Erde wurde 2007 als Spiel der Spiele in der Kategorie „Spiele Hit für Experten“ gewählt und mit dem Deutschen Spiele Preis ausgezeichnet und gewann mehrere internationale Auszeichnungen. 2010 wurde Die Tore der Welt mit dem erstmals verliehenen Sonderpreis „Spiel des Jahres plus“ ausgezeichnet.
2009 veröffentlichte Winning Moves das Piratenspiel Cartagena – die Meuterei und 2015 veröffentlichte Kosmos sein Würfelspiel Der Herr der Ringe: Die Reise nach Mordor.
Der gelernte Diplom-Kaufmann lebt in Altenholz bei Kiel.